# Laetisaria arvalis
Laetisaria arvalis är en svampart som beskrevs av Burds. 1980. Laetisaria arvalis ingår i släktet Laetisaria och familjen Corticiaceae.   Inga underarter finns listade i Catalogue of Life.